# Strzępka prymordialna
Strzępka prymordialna (łac. primordial hypha) – strzępka występująca w skórce kapelusza u niektórych grzybów. U niektórych gatunków z rodzaju Russula (gołąbek) w skórce kapelusza obok dermatocystyd i włosków występują strzępki prymordialne. Są to długie, cylindryczne i stopniowo ku wierzchołkowi zwężające się strzępki podzielone licznymi przegrodami. Od dermatocystyd różnią się brakiem ciałek, które ciemnieją w barwnikach sulfoaldehydowych, od włosków występowaniem na powierzchni woskowej, kwasoodpornej substancji. Występowanie strzępek prymordialnych odgrywa rolę przy oznaczaniu niektórych gatunków gołąbków, a dodatkową rolę odgrywa fakt, że występujące na ich powierzchni kropelki w fuksynie barwią się na czerwono.
Nazwę strzępki prymordialne wprowadził czeski mykolog Václav Melzer w 1934 r. Czasami nazywane są strzępkami inkrustowanymi, nie jest to prawidłowe określenie, ale dobrze oddaje wygląd tych strzępek pod mikroskopem.